# میشل سوما
میشل سوما (انگلیسی: Michele Somma؛ زادهٔ ۱۶ مارس ۱۹۹۵) بازیکن فوتبال اهل ایتالیا است.
از باشگاه‌هایی که در او آن بازی کرده‌است می‌توان به باشگاه فوتبال یوونتوس، باشگاه فوتبال آ.اس. رم، باشگاه فوتبال برشا، باشگاه فوتبال دپورتیوو لاکرونیا و باشگاه فوتبال امپولی اشاره کرد.
میشل سوما همچنین در تیم‌های ملی فوتبال زیر ۱۶ سال ایتالیا، زیر ۱۸ سال ایتالیا، زیر ۱۹ سال ایتالیا، زیر ۲۰ سال ایتالیا و زیر ۲۱ سال ایتالیا بازی کرده‌است.